# John Hartshorne
John Hartshorne (ur. 18 kwietnia 1957 w (Weymouth) – brytyjski kierowca wyścigowy.